# Gods of War
Gods of War – album koncepcyjny grupy Manowar, którego głównym tematem są bogowie nordyccy.

## Lista utworów
1. "Overture to the Hymn of the Immortal Warriors" - 6:19
2. "The Ascension" - 2:30
3. "King of Kings" - 4:17
4. "Army of the Dead Part 1" - 1:58
5. "Sleipnir" - 5:13
6. "Loki God of Fire" 3:49
7. "Blood Brothers" - 4:54
8. "Overture to Odin" - 3:41
9. "The Blood of Odin" - 3:57
10. "Sons of Odin" - 6:23
11. "Glory Majesty Unity" - 4:41
12. "Gods of War" - 7:25
13. "Army of the Dead Part 2" - 2:20
14. "Odin" - 5:26
15. "Hymn of the Immortal Warriors" - 5:29
16. "Die for Metal" (utwór dodatkowy) - 5:16

## Twórcy
- Eric Adams – śpiew
- Joey DeMaio – gitara basowa i keyboard
- Karl Logan – gitary i keyboard
- Scott Columbus – perkusja